# Simon les nuages
Série
Matusalem
(1993)
Pour plus de détails, voir Fiche technique et Distribution.
Simon les nuages est un film québécois réalisé par Roger Cantin. Il est sorti le 18 mai 1990 au cinéma. Scénariste de La Guerre des tuques, Roger Cantin réalise son premier film de fiction. Le film a engendré deux suites : Matusalem et Matusalem II : Le Dernier des Beauchesne.

## Synopsis
Simon « les nuages » découvre, dans ses rêves, un pays fabuleux et paisible, où se sont réfugiés tous les animaux disparus au cours des siècles ou décimés par la faute des humains. Convaincu que ce lieu existe, il veut aller le visiter. Simon réussira à convaincre son cousin Pierre-Alexandre de partir avec lui. Mis au courant de leur expédition secrète, d'autres enfants se joignent aux deux aventuriers. Par contre, ils doivent user de stratagèmes pour ne pas être vus par les adultes. Sans quoi, l'enchantement est rompu et il faut recommencer.

## Fiche technique
- Titre : Simon les nuages
- Réalisateur : Roger Cantin
- Scénario : Roger Cantin
- Producteur : Claude Bonin et Ian Boyd
- Directeur de la Photographie : Michel Caron
- Costumes : Huguette Gagné
- Montage : Yves Chaput
- Musique : Milan Kymlicka
- Casting : Danyèle Patenaude
- Pays de production : Québec
- Direction artistique : Vianney Gauthier
- Langues : français
- Durée : 83 minutes
- Genre : Fantastique, Aventure
- Date de sortie : Québec : 18 mai 1990

## Distribution
- Hugolin Chevrette-Landesque : Simon
- Patrick St-Pierre : Pierre-Alexandre
- Jessica Barker : Carole
- Anaïs Goulet-Robitaille : Michelle
- Naad Joseph : Laperle
- Benoît Robitaille : Picard
- Isabelle Lapointe : Helene
- Charles-André Therrien : Paul
- Louisette Dussault : Mme Cadotte
- Bernard Carez : M. Cadotte
- Alain Gendreau : M. Sous
- Edgar Fruitier : M. Walkers
- Kim Yaroshevskaya : Mlle Margot